# جس دندی
جس دندی (انگلیسی: Jess Dandy؛ ‏ ۹ نوامبر ۱۸۷۱ – ۱۵ آوریل ۱۹۲۳) بازیگر اهل ایالات متحده آمریکا بود.
از فیلم‌هایی که وی در آن نقش داشته‌است، می‌توان به قماربازان، سرایدار جدید، خمیر و دینامیت، مبدل‌پوش، حرفه تازه او، با صورت بر کف بار، شاگرد ستاره، مرد مال‌دوست، قتل هوراس، باز هم چاقالو، به‌دنبال لیزی استری و سرگرمی مورد علاقه‌اش اشاره کرد.